# 江木康直
江木 康直（えぎ やすなお、生年不詳 - 1874年（明治7年）12月12日）は、幕末の長州藩士、明治期の内務官僚。愛媛県参事。通称・清次郎、二郎。

## 経歴
長州藩士の家に生まれる。
明治5年1月20日（1872年2月28日）宇和島県権参事に任じられ、同年3月1日（4月8日）宇和島に着任。同年6月23日（7月28日）宇和島県が神山県と改称し引き続き権参事を務め、同年7月25日（8月28日）神山県参事に昇進した。
1873年2月20日、神山県と石鉄県が合併し愛媛県が誕生すると同県参事に任じられ、当時の最上位の役職者として県政の責任を担った。同年同月22日、宇和島から松山に着任。高知県との境界問題について、1873年10月28日、篠山の山頂に石標を設置し分水嶺を境界とすることを取り決めた。また、神山県と石鉄県で異なっていた大区小区制を1874年5月に統一再編成して、区長・戸長を任命した。ところが、区戸長の業務の増大、県内の不穏な情勢、夏の干ばつへの対応などの原因により、同年8月から区戸長の辞職が増加したためその対応に追われ、さらに讃岐で起こった徴兵令に反対する血税一揆の県内への影響を防ぐ対策にも時間を費やした。これらの対応について大久保親彦権参事と対立するようになり、ついに江木は病となったため、1874年11月24日、岩村高俊が権令に任じられたが、その着任前、同年12月12日に死去した。